# Arena Toruń
Arena Toruń – pełnowymiarowa, wielofunkcyjna hala widowiskowo-sportowa z podstawową funkcją lekkoatletyczną w Toruniu. Oficjalne otwarcie obiektu nastąpiło 10 sierpnia 2014 roku.
W skład hali wchodzi Arena główna i Arena boczna. Na Arenie głównej odbywają się zawody lekkoatletyczne, mecze piłki siatkowej, piłki ręcznej, hokeja, koszykówki, a także widowiska kulturalne. Arena boczna składa się ze ścianki wspinaczkowej i boiska bocznego.

## Historia
Pierwszym etapem przygotowań niezbędnych do budowy toruńskiej hali był zakup od Agencji Mienia Wojskowego gruntu pomiędzy ulicami Bema i Balonową. Teren pod budowę był przed II wojną światową częścią portu sterowcowo-balonowego, a bezpośrednio przed budową nowego obiektu – Okręgowy Mundurowy Zakład Produkcyjno-Usługowy przy 4. Rejonowej Bazie Materiałowej w Grudziądzu. Choć już w 2005 roku miasto uzyskało od Ministerstwa Obrony Narodowej obietnicę sprzedaży czterohektarowej działki, to ostatecznie umowę zawarto dopiero w grudniu 2009 roku. Początkowo AMW za działkę życzyła sobie 7 mln zł; po zastosowaniu specjalnej bonifikaty oraz kilkuletnich negocjacjach, kwotę transakcji ustalono na poziomie 4,1 mln zł. Za przygotowanie projektu hali odpowiedzialne było konsorcjum przedsiębiorstw DEDECO oraz MD Polska.
W przetargu, który wyłonić miał generalnego wykonawcę obiektu, udział wzięło 10 podmiotów. Miasto Toruń na budowę hali rezerwowało kwotę około 155 mln zł, jednak zwycięski wniosek konsorcjum spółek akcyjnych Hydrobudowa Polska oraz PBG wyznaczał koszt inwestycji na 121 793 370 zł. Wyniki przetargu zostały oprotestowane przez dwa inne przedsiębiorstwa, które zarzucały zwycięskiej ofercie rażąco niską cenę.
7 kwietnia 2011 roku oficjalnie podpisano kontrakt na budowę hali. 1 lipca 2011 roku oficjalnie wmurowano akt erekcyjny. Wydarzenie to odbyło się przy udziale władz miasta, województwa, a także Ministerstwa Sportu i Turystyki, Polskiego Związku Lekkiej Atletyki, Polskiego Związku Piłki Siatkowej i Polskiego Związku Koszykówki.
Podczas budowy hali konsorcjum Hydrobudowa Polska S.A. i PBG S.A. ogłosiło upadłość. Nowy przetarg ogłoszono na początku stycznia 2013 roku.
Na początku kwietnia 2013 roku magistrat podpisał z przedsiębiorstwem Alstal wart blisko 90 mln złotych kontrakt na dokończenie budowy hali. Ostateczny termin wyznaczono na 3 lutego 2014 roku.
Uroczyste otwarcie obiektu nastąpiło 10 sierpnia 2014 roku.
W 2021 roku w Arenie Toruń odbyły się 36. Halowe mistrzostwa Europy w lekkoatletyce, a w 2024 roku Halowe Mistrzostwa Europy Masters.